# Joseph Bergin
Joseph Bergin (* 11. Februar 1948 in Rathkyle, County Kilkenny) ist ein irischer Historiker und emeritierter Professor für Geschichte an der Universität Manchester.

## Leben
Bergin besuchte die Byrnesgrove National School und das Rockwell College (Abschluss 1966). Danach studierte er Geschichte am University College in Dublin, wo er 1970 seinen B.A. und 1972 seinen M.A. erwarb und französische Geschichte der frühen Neuzeit an der University of Cambridge, wo er 1977 zum Doktor der Philosophie promoviert wurde. Zwei Jahre war er an der National University of Ireland, Maynooth (NUIM) tätig und lehrte dann von 1978 bis zur Emeritierung 2011 frühneuzeitliche Geschichte an der Universität Manchester (1996 ordentlicher Professor). Daneben hatte er Gastprofessuren an den Universitäten Lyon, Nancy, Montpellier, der Sorbonne, der École des Chartes (Paris) und der École des hautes études en sciences sociales (Paris) (EHESS) inne.
In mehreren Monographien befasst sich Bergin mit verschiedenen Aspekten der französischen Geschichte des 17. Jahrhunderts, besonders den Zusammenhängen zwischen sozialem Status, Macht und Kirche. Seine beiden Bücher über Richelieu (1985 und 1991) wurden ins Französische übersetzt. Sein Interesse an der Schnittstelle zwischen Kirche und Politik veranlasste ihn zu einer prosopographischen Studie des gesamten französischen Episkopats vom Ende der Religionskriege bis zum Tod Ludwigs XIV. (1589–1715), die als The Making of the French Episcopate (1589–1661) und Crown, Church and Episcopate Under Louis XIV. veröffentlicht wurden (erschienen 1996 bzw. 2004). Daneben ist er auch als Übersetzer aus dem Französischen tätig. Für seine Übersetzung The Saint Bartholomew's Day Massacre erhielt er 2014 den Russell-Major-Preis der American Historical Association.
1995 erhielt er den Prix Richelieu und wurde 1996 Fellow der British Academy. 15 Jahre war er Vorsitzender des Redaktionskomitees der Manchester University Press. 2011 erhielt er anlässlich seiner Emeritierung als erster Preisträger von der Sorbonne die silberne Richelieu-Medaille für die Förderung wissenschaftlicher Exzellenz und wurde im selben Jahr Mitglied der Académie des inscriptions et belles-lettres. 2012 wurde er zum ordentlichen Mitglied der Academia Europaea gewählt. 2019 verlieh ihm die Sorbonne die Ehrendoktorwürde.

## Werke
- Cardinal Richelieu: Power and the Pursuit of Wealth. J Bergin. Yale University Press, 1985
- Cardinal de La Rochefoucauld: leadership and reform in the French Church. Yale University Press, 1987
- The Making of the French Episcopate, 1589–1661. Yale University Press, 1996
- The rise of Richelieu. Manchester University Press, 1997
- Crown, Church, and Episcopate Under Louis XIV. Yale University Press, 2004
- Church, Society and Religious Change in France, 1580–1730. Yale University Press, 2009
- The politics of religion in early modern France. Yale University Press, 2014